# Slussgölen
Slussgölen är en sjö i Hällefors kommun i Västmanland och ingår i Göta älvs huvudavrinningsområde. Sjön genomflyts av Slussälven och står i förbindelse med Sandsjön och Lilla Sandsjön. I Slussgölen finns Slussholmen. Söder om Slussgölen finns Slussen.